# Rhus dentata
Rhus dentata  Baya nana (Nana Berry en inglés y Nanabessie en afrikáans) es un árbol perteneciente a la familia de las anacardiáceas.

## Descripción
Es un árbol de talla mediana, caducifolio, que alcanza una altura de 5 metros y una extensión de 4 metros. Crece naturalmente en casi la mayor parte de Sudáfrica excepto las provincias del Cabo Occidental y Septentrional. Su hábitat varía desde el nivel del mar hasta las tierras altas de Drakensberg. Es resistente a las heladas y es ideal plantarlo a pleno sol. Las hojas son usualmente dentadas en forma conspicua (por lo tanto el nombre dentata), sin embargo a veces pueden estar ligeramente dentadas. El árbol produce flores pequeñas cremosas-blancas en cantidades, las cuales se convierten en drupas pequeñas aplanadas (5-6mm) las cuales se vuelven rojas, naranjas o cafés cuando maduras. Los frutos maduros atraen a aves las cuales se alimentan de ellos. El follaje es comido por la polilla Bombycomorpha bifascia.

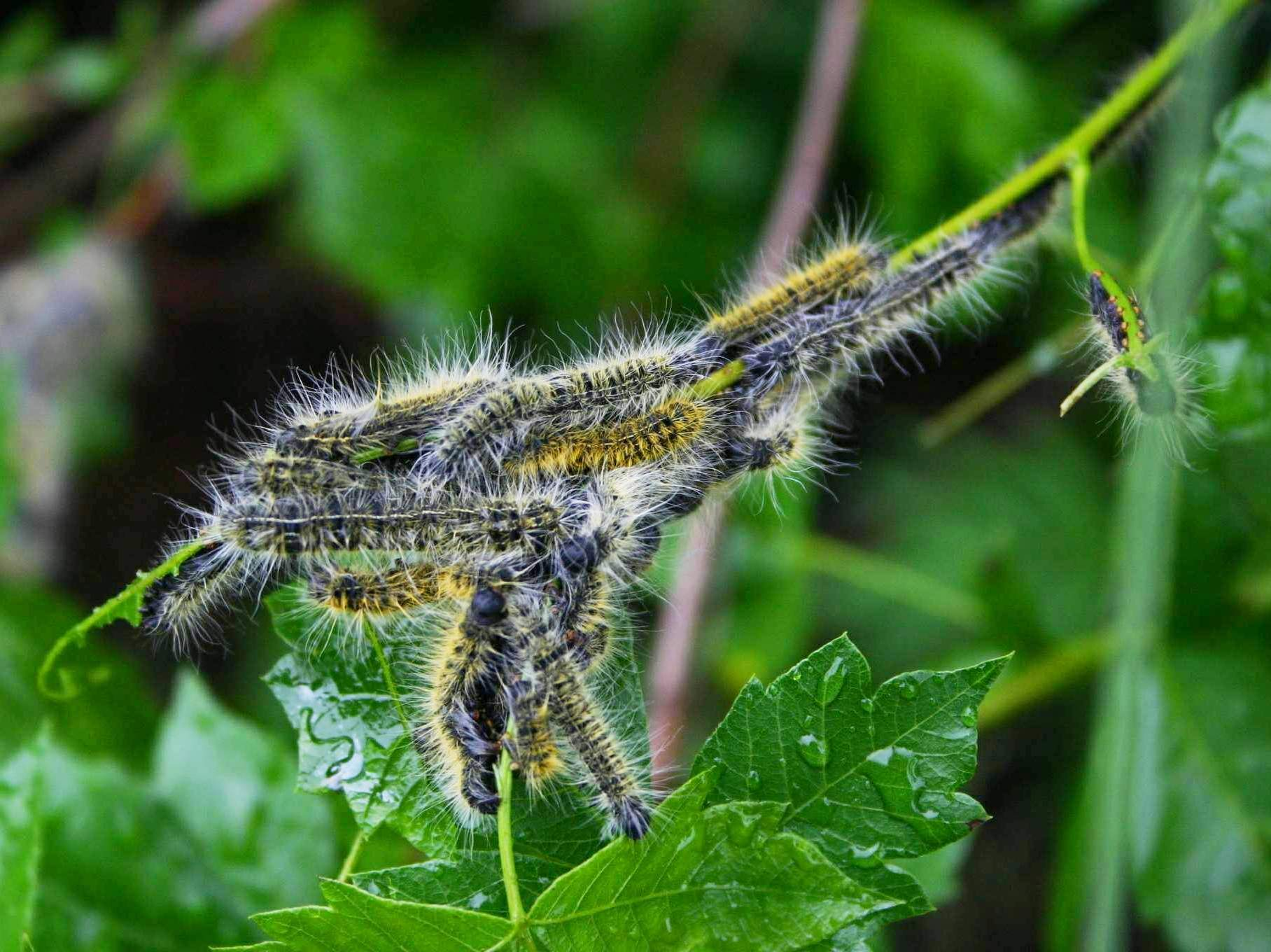
Bombycomorpha bifascia alimentándose de Rhus dentata

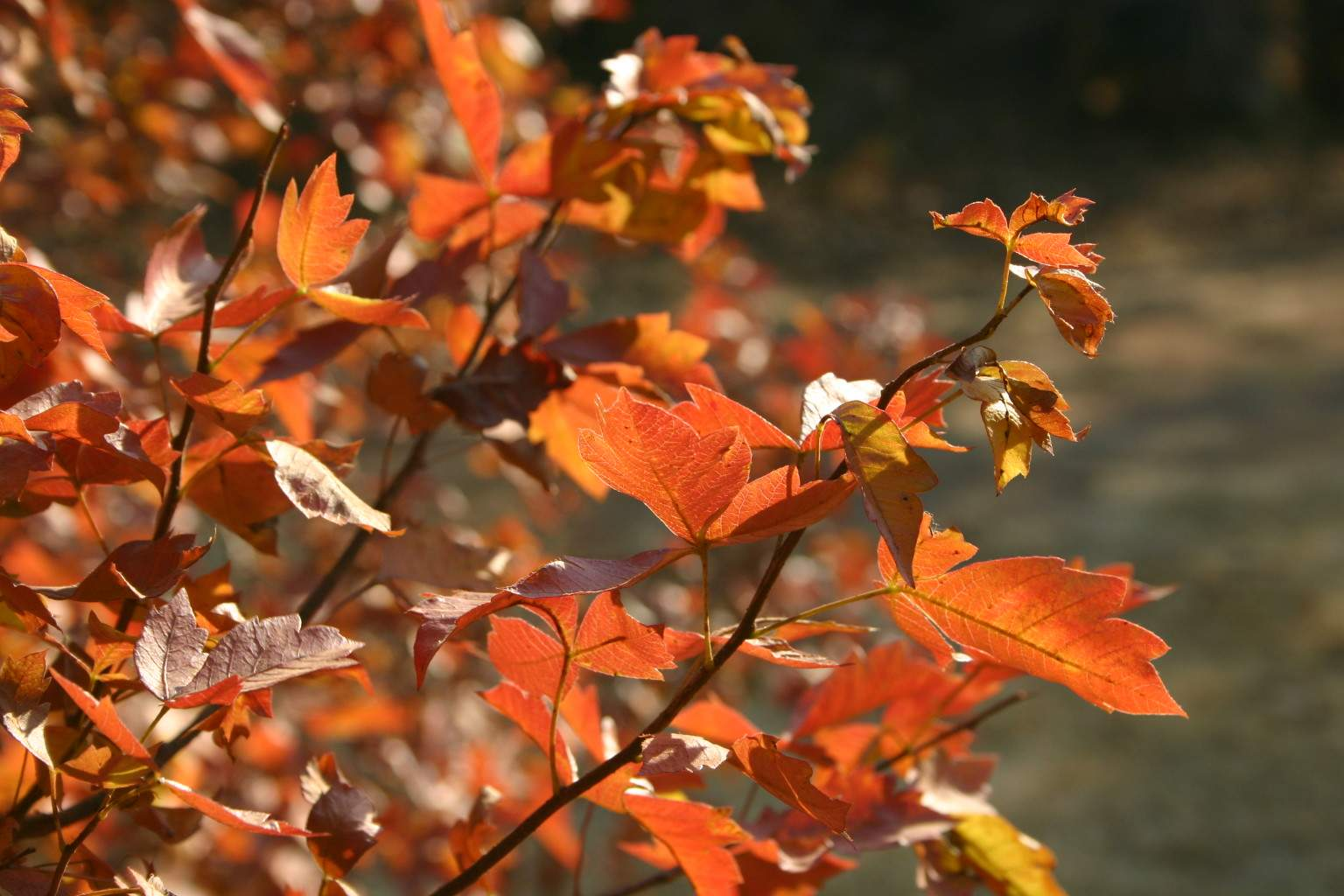
Colores de otoño de Rhus dentata

## Taxonomía
El género fue descrito por Carl Peter Thunberg y publicado en Prodr. Pl. Cap. 52.
Etimología
Rhus: nombre genérico que deriva de la palabra griega para "rojo", una alusión a los llamativos colores de otoño de algunas especies.
dentata: epíteto latino que significa "dentada".
Sinonimia
- Rhus dentata var. dentata R. & A. Fernandes
- Rhus dentata var. parvifolia Schönland
- Rhus dentata var. puberula Fernandes
- Rhus rupicola WOOD & EVANS[3]